# Kelly Gago
Kelly Gago (Créteil, 5 gennaio 1999) è una calciatrice francese, attaccante dell'Everton.

## Carriera

### Club
Gago si appassiona al calcio fin da giovanissima, iniziando a giocare con i cugini all'età di 7 anni, nello stadio comunale del quartiere Cité Jaune di Bonneuil-Sur-Marne. Rimane legata al club cittadino, il Bonneuil-sur-Marne CS, dall'ottobre 2010 all'estate 2012, per trasferirsi alla sua prima società interamente femminile, il FCF Juvisy, dal luglio 2012.
Dopo un'esperienza in Italia, prima alla Sampdoria e poi al Parma, il 17 luglio 2024 si trasferisce a titolo definitivo al Nantes.
Dopo appena un semestre con le gialloverdi il 20 dicembre cambia squadra, firmando un contratto con le inglesi dell'Everton, valido a partire dal 1º gennaio 2025.

### Nazionale
Gago inizia ad essere convocata dalla Federcalcio francese nel 2018, inserita dal tecnico federale Gaëlle Dumas nella rosa delle 20 giocatrici della formazione Under-19 che affronta la fase finale dell'Europeo di Svizzera 2018, dove debutta da titolare il 18 luglio 2018, nel pareggio per 2-2 con le padrone di casa della Svizzera, per poi scendere in campo nelle altre due partite del gruppo A, entrambe perse con Norvegia (1-0) e Spagna (2-1), con la Francia costretta a lasciare il torneo già alla fase a gironi.
Quello stesso anno il tecnico della Under-20 Gilles Eyquem l'aveva già convocata a marzo e aprile per una doppia amichevole rispettivamente con le pari età di Stati Uniti, con i quali segna la sua prima rete con la maglia della nazionale nel pareggio per 2-2 del 6 marzo, e Giappone, per poi chiamarla anche per la Sud Ladies Cup 2018 dove va nuovamente a segno nella sconfitta per 3-1 con gli Stati Uniti e nella vittoria per 5-0 con Haiti.
Nell'aprile dell'anno successivo riceve la convocazione da parte di Jean-François Niemezcki nella nazionale B che disputa il Torneo di La Manga, marcando due presenze, con l'Inghilterra, dove accorcia lo svantaggio portando il risultato sul 2-1, e con gli Stati Uniti.
Nell'ottobre 2024 riceve la prima convocazione in nazionale maggiore, diventando contestualmente la prima calciatrice del Nantes ad ottenere tale traguardo. Il 25 ottobre successivo debutta dunque in occasione dell'amichevole contro la Giamaica, sostituendo Kadidiatou Diani al minuto 75; mentre quattro giorni dopo contro la Svizzera trova la prima rete.

## Statistiche

### Presenze e reti nei club
Statistiche aggiornate al 30 maggio 2025.
| Stagione             | Squadra              | Campionato           | Campionato | Campionato | Coppe nazionali | Coppe nazionali | Coppe nazionali | Coppe continentali | Coppe continentali | Coppe continentali | Altre coppe | Altre coppe | Altre coppe | Totale | Totale |
| Stagione             | Squadra              | Comp                 | Pres       | Reti       | Comp            | Pres            | Reti            | Comp               | Pres               | Reti               | Comp        | Pres        | Reti        | Pres   | Reti   |
| -------------------- | -------------------- | -------------------- | ---------- | ---------- | --------------- | --------------- | --------------- | ------------------ | ------------------ | ------------------ | ----------- | ----------- | ----------- | ------ | ------ |
| set.-dic. 2015       | VGA Saint-Maur       | D1                   | 4          | 0          | CF              | -               | -               |                    | -                  | -                  |             | -           | -           | 4      | 0      |
| gen.-giu. 2016       | Digione              | D2                   | 6          | 2          | CF              | -               | -               |                    | -                  | -                  |             | -           | -           | 6      | 2      |
| 2016-2017            | Saint-Étienne        | D1                   | 9          | 0          | CF              | 2               | 0               |                    | -                  | -                  |             | -           | -           | 11     | 0      |
| 2017-2018            | Saint-Étienne        | D2                   | 15         | 7          | CF              | 4               | 0               |                    | -                  | -                  |             | -           | -           | 19     | 7      |
| 2018-2019            | Saint-Étienne        | D2                   | 23         | 20         | CF              | -               | -               |                    | -                  | -                  |             | -           | -           | 23     | 20     |
| 2019-2020            | Saint-Étienne        | D2                   | 10         | 7          | CF              | 3               | 3               |                    | -                  | -                  |             | -           | -           | 13     | 10     |
| 2020-2021            | Saint-Étienne        | D2                   | 6          | 2          | CF              | -               | -               |                    | -                  | -                  |             | -           | -           | 6      | 2      |
| 2021-2022            | Saint-Étienne        | D1                   | 18         | 5          | CF              | 1               | 0               |                    | -                  | -                  |             | -           | -           | 19     | 5      |
| Totale Saint-Étienne | Totale Saint-Étienne | Totale Saint-Étienne | 81         | 41         |                 | 10              | 3               |                    | -                  | -                  |             | -           | -           | 91     | 44     |
| 2022-2023            | Sampdoria            | A                    | 15         | 3          | CI              | 2               | 0               |                    | -                  | -                  |             | -           | -           | 17     | 3      |
| 2023-2024            | Parma                | B                    | 28         | 14         | CI              | 2               | 1               |                    | -                  | -                  |             | -           | -           | 30     | 15     |
| lug.-dic. 2024       | Nantes               | PL                   | 10         | 2          | CF              | 0               | 0               | -                  | -                  | -                  | -           | -           | -           | 10     | 2      |
| dic. 2024-2025       | Everton              | WSL                  | 10         | 4          | FAW             | 2               | 1               | -                  | -                  | -                  | WLC         | -           | -           | 12     | 5      |
| Totale carriera      | Totale carriera      | Totale carriera      | 154        | 66         |                 | 16              | 5               |                    | -                  | -                  |             | -           | -           | 170    | 71     |

### Cronologia presenze e reti in nazionale
| Cronologia completa delle presenze e delle reti in nazionale ― Francia | Cronologia completa delle presenze e delle reti in nazionale ― Francia | Cronologia completa delle presenze e delle reti in nazionale ― Francia | Cronologia completa delle presenze e delle reti in nazionale ― Francia | Cronologia completa delle presenze e delle reti in nazionale ― Francia | Cronologia completa delle presenze e delle reti in nazionale ― Francia | Cronologia completa delle presenze e delle reti in nazionale ― Francia | Cronologia completa delle presenze e delle reti in nazionale ― Francia |
| Data                                                                   | Città                                                                  | In casa                                                                | Risultato                                                              | Ospiti                                                                 | Competizione                                                           | Reti                                                                   | Note                                                                   |
| ---------------------------------------------------------------------- | ---------------------------------------------------------------------- | ---------------------------------------------------------------------- | ---------------------------------------------------------------------- | ---------------------------------------------------------------------- | ---------------------------------------------------------------------- | ---------------------------------------------------------------------- | ---------------------------------------------------------------------- |
| 25-10-2024                                                             | Montbéliard                                                            | Francia                                                                | 3 – 0                                                                  | Giamaica                                                               | Amichevole                                                             | -                                                                      | 75’                                                                    |
| 29-10-2024                                                             | Ginevra                                                                | Svizzera                                                               | 2 – 1                                                                  | Francia                                                                | Amichevole                                                             | 1                                                                      | 46’                                                                    |
| 8-4-2025                                                               | Oslo                                                                   | Norvegia                                                               | 0 – 2                                                                  | Francia                                                                | UEFA Women's Nations League 2025 - 1° turno                            | -                                                                      | 85’                                                                    |
| 30-5-2025                                                              | Tomblaine                                                              | Francia                                                                | 4 – 0                                                                  | Svizzera                                                               | UEFA Women's Nations League 2025 - 1° turno                            | -                                                                      | 61’                                                                    |
| 3-6-2025                                                               | Reykjavik                                                              | Islanda                                                                | 0 – 2                                                                  | Francia                                                                | UEFA Women's Nations League 2025 - 1° turno                            | -                                                                      | 81’                                                                    |
| 20-6-2025                                                              | Valenciennes                                                           | Francia                                                                | 5 – 0                                                                  | Belgio                                                                 | Amichevole                                                             | 1                                                                      | 46’                                                                    |
| 9-7-2025                                                               | San Gallo                                                              | Francia                                                                | 4 – 1                                                                  | Galles                                                                 | Euro 2025 - 1° turno                                                   | -                                                                      | 66’ 80’                                                                |
| Totale                                                                 |                                                                        | Presenze                                                               | 7                                                                      |                                                                        | Reti                                                                   | 2                                                                      |                                                                        |

## Palmarès
- Campionato francese di seconda divisione: 1

Saint-Étienne: 2020-2021